# Mentiras (canción)
«Mentiras» es una canción de la banda venezolana Los Amigos Invisibles. Es el único sencillo que se desprendio de su quinto álbum de estudio titulado Comercial. Salió a principios del mes de mayo del 2009 con gran repercusión en su país, fue lanzada oficialmente por Warner Music, su discográfica.

## Video musical
El video entró en todos los canales de videos y logró posicionarse en MTV dentro del Top 20. Además fue nuevamnete nominada a los premios MTV por Mejor Video del año.

## Listas musicales
| Lista (2007)             | Puesto |
| ------------------------ | ------ |
| México (Los 40)          | 5      |
| Venezuela (Radio Latina) | 12     |